# Alstroemeria magna
Alstroemeria magna este o specie de plante monocotiledonate din genul Alstroemeria, familia Alstroemeriaceae, descrisă de Pierfelice Ravenna. Conform Catalogue of Life specia Alstroemeria magna nu are subspecii cunoscute.